# Dina Garipowa
Dina Fagimowna Garipowa, ros. Дина Фагимовна Гарипова (ur. 25 marca 1991 w Zielenodolsku) – rosyjska wokalistka, zwyciężczyni programu Gołos, reprezentantka Rosji podczas 58. Konkursu Piosenki Eurowizji w 2013 roku.

## Dzieciństwo i edukacja
Dina Garipowa urodziła się w Zielenodolsku w 1991 roku w tatarskiej rodzinie lekarzy. Jej brat Bułat także zajmuje się twórczością. Ojciec Fagim Muchamietowicz oraz matka Alfija Gazizianowna są doktorami nauk medycznych. Ojciec Diny w młodości był również muzykiem. 

## Kariera muzyczna

### Początki kariery
Od 6 lat śpiewała w Teatrze Pieśni „Złoty Mikrofon”. Po skończeniu szkoły przy Teatrze Pieśni „Złoty Mikrofon” jeździła na koncerty z Zasłużonym Artystą Republiki Tatarstanu Gabdielfatem Safinem. Była laureatem wielu krajowych oraz międzynarodowych konkursów muzycznych. Od 2009 roku pracuje w Studiu Produkcyjnym Romana Obolenskiego. 30 kwietnia 2012 roku rozporządzeniem Prezydenta Republiki Tatarstanu został jej nadany tytuł Zasłużonego Artysty Republiki Tatarstanu.

### 2012:Gołos
W 2012 roku Garipowa zdecydowała się wziąć udział w przesłuchaniach do rosyjskiego odpowiednika programu The Voice - Gołos. Na przesłuchaniu w ciemno zaprezentowała piosenkę Andrieja Pietrowa „A naposledok ja skażu” (W końcu powiem). Trafiła do drużyny Aleksandra Gradskiego. W etapie pojedynków, który został wyemitowany 16 listopada 2012 roku, zaśpiewała utwór „When You Believe” z repertuaru Stephena Schwartza. Pokonała Waleriję Griniuk.
W super pojedynku, który odbył się 7 grudnia 2012 roku, pokonała Ilję Judiczewa, śpiewając utwór „Angel” Sarah McLachlan. W ćwierćfinale, wyemitowanym 14 grudnia 2012 roku, zaprezentowała swoją wersję singla „Ty na swiecie est” Marka Minkowa i Leonida Dierbieniowa. Decyzją telewidzów awansowała do półfinału, który odbył się 21 grudnia 2012 roku i w którym zaśpiewała utwór The Music of the Night Andrew Lloyda Webbera z musicalu Upiór w operze. Decyzją widzów oraz trenera uzyskała awans do finału, w którym zaśpiewała „Non, je ne regrette rien” Charlesa Dumont. Dzięki zdobyciu największej ilości głosów od telewidzów została zwyciężczynią programu.

### 2013: Konkurs Piosenki Eurowizji
19 lutego 2013 roku stacja Pierwyj kanał ogłosiła, że Garipowa została wybrana wewnętrznie na reprezentantkę Rosji podczas 58. Konkursu Piosenki Eurowizji. 14 maja 2013 roku wokalistka wystąpiła w pierwszym półfinale konkursu z utworem „What If”. Decyzją jurorów oraz telewidzów awansowała do rundy finałowej na drugim miejscu. W wielkim finale konkursu wystąpiła z dziesiątym numerem startowym i zdobyła w sumie 174 punkty, zajmując piąte miejsce w ogólnej klasyfikacji finałowej.